# Overcome
«Overcome» (в переводе с англ. — «Преодолеть») — третий сингл британского музыканта Tricky. Сингл был выпущен 16 января 1995 года. Вслед за этим синглом, 20 февраля вышел дебютный альбом Трики — Maxinquaye.

## Общие сведения
В состав сингла вошли четыре композиции. «Overcome» (album mix) — это та самая запись, которая звучит в альбоме Maxinquaye, только там она на 44 секунды дольше. «Overcome» (Zippy mix) представляет собой инструментал присутствующей в сингле «Overcome» (Bungle Mix), обе спродюсированы самим Трики и Марком Сандерсом (Mark Saunders). «Abbaon Fat Tracks» это та же версия которая в дальнейшем вошла в состав Maxinquaye, только опять же в альбоме запись звучит на минуту дольше за счёт инструментального отрывка в конце.
На двенадцатидюймовом сингле (12") содержатся те же треки, что и на CD, но с некоторыми отличиями. Отличия заключаются в продолжительности композиций сингла. Так, на обложке заявлено, что «Overcome» (Bungle Mix) длится 3 минуты 39 секунд, тогда как на CD-версии сингла одноимённый трек длится 2 минуты 38 секунд. Продолжительность трека «Abbaon Fat Tracks» вообще не указана. А «Overcome» (album mix) длится 4 минуты 36 секунд.
В семидюймовый сингл (7") вошли только «Overcome» (album mix) и «Abbaon Fat Tracks», но, как и на двенадцатидюймовых синглах, музыкальные композиции длятся дольше, чем в CD-версии.

## Оформление
В оформлении диджипака есть особенность: вдоль края центрального отверстия CD написано «way up» (в переводе с англ. — «вверх») и изображена маленькая стрелка. В оформлении следующего сингла Трики «Black Steel» этот мотив был продолжен, с тем лишь отличием, что вместо «way up» на внутренней кромке компакт-диска было написано «way down» (в переводе с англ. — «вниз») и маленькая стрелка была направлена в противоположном направлении нежели на компакт-диске сингла «Overcome».

## Список композиций
1. «Overcome» (album mix) — 3:44
2. «Overcome» (Bungle Mix) — 2:38
3. «Abbaon Fat Tracks» — 4:28
4. «Overcome» (Zippy mix) — 2:40

## Участники
- Tricky — вокал, тексты, клавишные, микширование, продюсер
- Мартина Топли-Бёрд — вокал, тексты
- Sunny Lazic — звукорежиссёр
- Mark Saunders — продюсер
- Cally on Art Island (Saturn) — оформление, дизайн